# Intégration de chemin
Ne doit pas être confondu avec Intégrale de chemin.

L'intégration de chemin somme les données vectorielles relatives à la distance et à la direction parcourue par l'animal à partir d'une position initiale afin d'estimer la position actuelle.

L'intégration de chemin, ou intégration de trajet, est définie comme la réactualisation d'une représentation interne de la position et de la direction d'un sujet dans l'environnement en se basant sur des informations du corps en mouvement.
De nombreux animaux retournant à leur résidence entre deux périodes de recherche de nourriture ont recours à l'intégration de chemin, notamment des mammifères (dont des rongeurs) et des arthropodes (hyménoptères sociaux, araignées, crabes violonistes, mantes de mer).

## Historique
En 1873, Charles Darwin émet pour la première fois l'hypothèse d'un système de navigation par inertie chez les animaux. Puis en 1913, les travaux de Trowbridge introduisent pour la première fois la notion de carte cognitive spatiale. À partir du milieu du XXe siècle, Tolman et d'autres chercheurs ont montré que les animaux pouvaient retourner directement à un point de départ, comme pour retrouver leur nid, et ce même dans l'obscurité. Cela suggère que les animaux sont capables d'utiliser des repères spécifiques pour calculer la distance et leur direction afin d'estimer leur position, et donc de savoir comment revenir à leur position initiale. Ce processus a été nommé intégration de chemin car il permet de saisir le concept d'intégration continue des repères liés au mouvement tout au long d'un parcours.
La notion d'intégration de chemin chez les mammifères répond à trois découvertes majeures. La première, au début des années 1970, indique que l'activité neuronale hippocampique du rat est corrélée à la position de la tête de l'animal dans l’espace. Cela a conduit à la découverte de neurones spécifiques situés dans l'hippocampe : les cellules de lieu qui répondent à la position de l'animal.
La seconde découverte, au début des années 1990, est celle des « cellules de direction de la tête », qui répondent à l'orientation de la tête de l'animal. Ce type de neurones se situe au niveau du thalamus ainsi que dans le subiculum. Les cellules de direction de la tête peuvent être qualifiées de « boussoles neurales ». En effet, l'activation de ces neurones se fait par émission de potentiels d'action qui sont définis par rapport à une représentation interne de l’espace qui se construit au fur et à mesure des déplacements de l'animal dans un nouvel environnement.
La troisième découverte, au début du XXIe siècle, est celle de neurones spécifiques au sein du cortex entorhinal dorso-médial (dMEC) : les cellules de grille. L'émission de potentiel d'actions associés aux cellules de grille révèlent un motif particulier: un maillage régulier hexagonal apparaît lorsqu'un sujet se déplace dans l'environnement.
Néanmoins, il reste encore à savoir si les cellules de lieu et de grille calculent réellement un signal d'intégration de chemin, mais il existe des modèles de calcul qui suggèrent que cela est plausible. Il est certain que les lésions cérébrales dans ces régions semblent nuire à la capacité des animaux à s'intégrer.

## Mécanisme
Le mécanisme d'intégration de chemin intervient dans les opérations de mise à jour spatiale de la position et de l'orientation de l'animal par rapport à son point de départ. Les déplacements de l'animal sont basés sur les mouvements de son corps :
- soit translationnels, qui correspondent à un mouvement linéaire du corps et de la tête,
- soit rotationnels en fonction des modifications de direction du corps et de la tête.

L'intégration de chemin est donc un processus dynamique de mémorisation spatiale de l'environnement qui permet de corriger les erreurs accumulées lors du trajet tout en connaissant la distance et la direction de son point de départ. Pour revenir à son point de départ, l'animal n'a pas nécessairement besoin de mémoriser l'ensemble du trajet parcouru, ni même de retenir les points d’arrêts effectués. Ainsi, les seules données enregistrées par l'animal sont celle de son emplacement courant et celle de son point de départ, qui au cours de son trajet sont continuellement réactualisées.
La plupart des modèles de navigation dans un environnement nécessitent d'intégrer des informations précises : sélectionner des chemins, de planifier et d'exécuter un trajet d'une position initiale à une position finale. Pour cela, les humains utilisent deux stratégies distinctes pour la navigation : d'une part la navigation « allocentrique » et d'autre part « égocentrique ». La stratégie qualifiée d'égocentrique englobe des informations du monde extérieur. Celle-ci repose sur l'utilisation de représentations de type « stimulus-réponse » qui concernent le changement de direction du corps associé à un stimulus particulier. Ce dernier est lié au fonctionnement du noyau caudé. Au sujet de la stratégie de navigation allocentrique, celle-ci s'appuie sur les informations internes de notre système. Elle reposerait principalement sur l'élaboration d'une carte cognitive associée au fonctionnement de l'hippocampe et plus particulièrement de la partie du cortex entorhinal située en dessous de l'hippocampe. Parmi les informations internes, une partie provient du système vestibulaire à la base de notre sens de l'équilibre et de notre sensation du mouvement. Ces informations qualifiées de vestibulaires génèrent au niveau de l'hypothalamus des informations directionnelles qui sont codées par des neurones spéciaux appelés « cellules de direction de la tête ». D'autres sources d'informations internes sont la proprioception, via les efférences motrices qui correspondent à l'information du système moteur indiquant au reste du cerveau quels mouvements ont été commandés et exécutés, et le flux optique. Réunies, ces sources d'informations peuvent indiquer à l'animal dans quelle direction il se déplace, à quelle vitesse et sur quelle durée. De plus, des informations telles que la sensibilité au champ magnétique terrestre pour les animaux souterrains (par exemple : les rats taupes) peuvent donner une intégration de trajectoire.